# براد (مهنة)

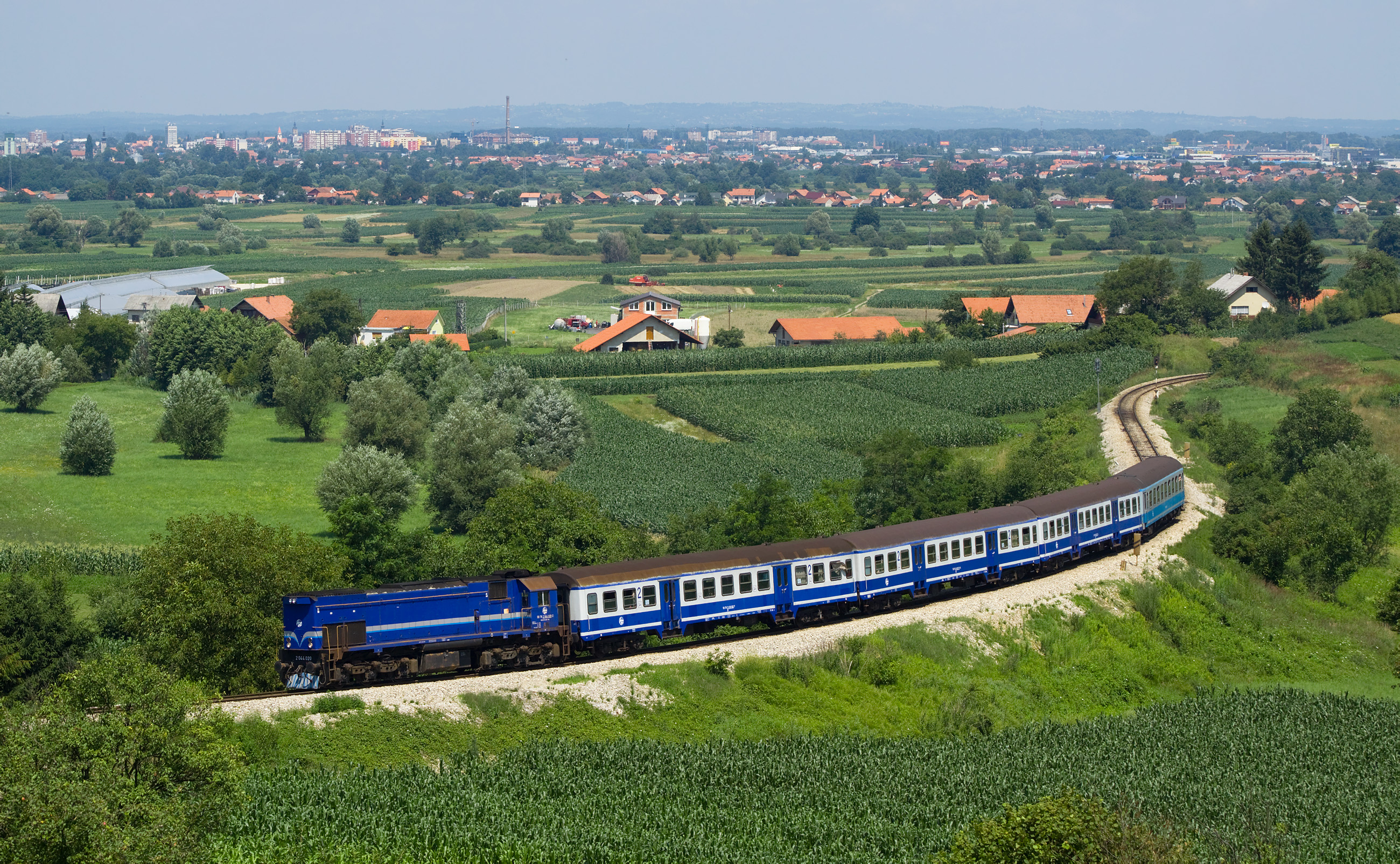
يكون البرّاد مسؤولا عن حالة القطار قبل انطلاقه.

البرّاد من المشرفين على صيانة القطار، وهي من مهن قطاع السكك الحديدية، ويكون مسؤولا عن حالة القطار قبل انطلاقه.